# Efecto Compton

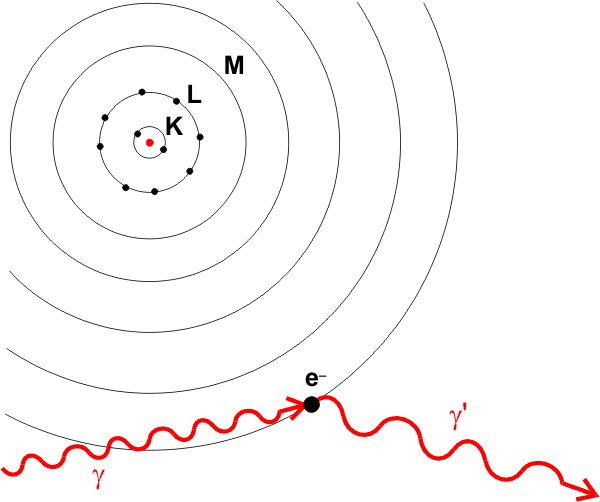
Representación gráfica de la dispersión de un fotón γ (línea roja ondulada), por un electrón. El fotón dispersado tiene una longitud de onda mayor (o una frecuencia menor) que antes de interactuar con el electrón.

El efecto Compton (o dispersión Compton) consiste en el aumento de la longitud de onda de un fotón cuando choca con un electrón libre y pierde parte de su energía. La frecuencia o la longitud de onda de la radiación dispersada depende únicamente del ángulo de dispersión.

## Descubrimiento y relevancia histórica
El efecto Compton fue estudiado por el físico Arthur Compton en 1923, quien pudo explicarlo utilizando la noción cuántica de la radiación electromagnética como cuantos de energía y la mecánica relativista de Einstein. El efecto Compton constituyó la demostración final de la naturaleza cuántica de la luz tras los estudios de Planck sobre el cuerpo negro y la explicación de Albert Einstein del efecto fotoeléctrico. 
Compton descubrió este efecto al experimentar con rayos X, los cuales fueron dirigidos contra una de las caras de un bloque de carbón. Al chocar los rayos X con el bloque se difundieron en varias direcciones; a medida que el ángulo de los rayos difundidos aumentaba, también se incrementaba su longitud de onda. Con base en la teoría cuántica, Compton afirmó que el efecto se debía a que el cuanto de rayos X actúa como una partícula material al chocar contra el electrón, por lo cual la energía cinética, que el cuanto comunica al electrón, representa una pérdida en su energía original.
Como consecuencia de estos estudios, Compton ganó el Premio Nobel de Física en 1927.
Este efecto es de especial relevancia científica, ya que no puede ser explicado a través de la naturaleza ondulatoria de la luz. Esta debe comportarse como partícula para poder explicar dichas observaciones, por lo que adquiere una dualidad onda corpúsculo característica de la mecánica cuántica.

## Introducción

Fig. 1: Diagrama esquemático del experimento de Compton. La dispersión Compton se produce en el blanco de grafito de la izquierda. La rendija hace pasar fotones de rayos X dispersados en un ángulo seleccionado. La energía de un fotón disperso se mide utilizando dispersión de Bragg en el cristal de la derecha junto con una cámara de ionización; la cámara podría medir la energía total depositada a lo largo del tiempo, no la energía de fotones dispersos individuales.

La dispersión Compton es un ejemplo de dispersión elástica de la luz por una partícula cargada libre, donde la longitud de onda de la luz dispersada es diferente de la de la radiación incidente. En el experimento original de Compton (véase la Fig. 1), la energía del fotón de rayos X (≈17 keV) era significativamente mayor que la energía de enlace del electrón atómico, por lo que los electrones podían tratarse como libres tras la dispersión. La cantidad en la que cambia la longitud de onda de la luz se denomina desplazamiento Compton. Aunque existe la dispersión Compton del núcleo, La dispersión Compton suele referirse a la interacción en la que sólo participan los electrones de un átomo. El efecto Compton fue observado por Arthur Holly Compton en 1923 en la Universidad Washington de San Luis y verificado por su estudiante de posgrado Y. H. Woo en los años siguientes. Compton recibió el Premio Nobel de Física en 1927 por el descubrimiento.
El efecto es significativo porque demuestra que la luz no puede explicarse puramente como un fenómeno ondulatorio. La dispersión de Thomson, la teoría clásica de una onda electromagnética dispersada por partículas cargadas, no puede explicar los cambios de longitud de onda a baja intensidad: clásicamente, la luz de intensidad suficiente para que el campo eléctrico acelere una partícula cargada a una velocidad relativista provocará un retroceso por presión de radiación y un desplazamiento Doppler asociado de la luz dispersada, pero el efecto sería arbitrariamente pequeño a intensidades de luz suficientemente bajas independientemente de la longitud de onda. Por tanto, si queremos explicar la dispersión Compton de baja intensidad, la luz debe comportarse como si estuviera formada por partículas. O la suposición de que el electrón puede tratarse como libre no es válida, lo que da lugar a que la masa efectivamente infinita del electrón sea igual a la masa nuclear (véase, por ejemplo, el comentario más abajo sobre la dispersión elástica de los rayos X a partir de ese efecto). El experimento de Compton convenció a los físicos de que la luz puede tratarse como un flujo de objetos similares a partículas (cuantos llamados fotones), cuya energía es proporcional a la frecuencia de la onda luminosa.
Como se muestra en la Fig. 2, la interacción entre un electrón y un fotón da lugar a que el electrón reciba parte de la energía (haciéndolo retroceder), y a que se emita un fotón de la energía restante en una dirección distinta de la original, de modo que el momento global del sistema también se conserva. Si el fotón dispersado aún tiene suficiente energía, el proceso puede repetirse. En este caso, el electrón se considera libre o poco ligado. La verificación experimental de la conservación del momento en procesos individuales de dispersión Compton por Bothe y Geiger así como por Compton y Simon ha sido importante para refutar la teoría BKS.
La dispersión Compton es uno de los cuatro procesos que compiten cuando los fotones interactúan con la materia. A energías de unos pocos eV a unos pocos keV, correspondientes a la luz visible a través de rayos X blandos, un fotón puede ser completamente absorbido y su energía puede expulsar un electrón de su átomo anfitrión, un proceso conocido como efecto fotoeléctrico. Los fotones de alta energía de 1,022 MeV y superiores pueden bombardear el núcleo y provocar la formación de un electrón y un positrón, proceso denominado producción de pares; los fotones de energía aún mayor (más allá de un umbral de energía de al menos 1,670 MeV, dependiendo de los núcleos implicados), pueden expulsar un nucleón o partícula alfa del núcleo en un proceso denominado fotodesintegración. La dispersión Compton es la interacción más importante en la región de energía intermedia, a energías de fotones superiores a las típicas del efecto fotoeléctrico pero inferiores al umbral de producción de pares.

## Formulación matemática
La variación de longitud de onda de los fotones dispersados, {\displaystyle \Delta \lambda }, puede calcularse a través de la relación de Compton:

{\displaystyle \Delta \lambda ={\frac {h}{m_{e}c}}\left(1-\cos \theta \right),}

donde:
- {\displaystyle h} es la constante de Planck,
- {\displaystyle m_{e}} es la masa del electrón,
- {\displaystyle c} es la velocidad de la luz.
- {\displaystyle \theta } el ángulo entre los fotones incidentes y dispersados.

Esta expresión proviene del análisis de la interacción como si fuera una colisión elástica y su deducción requiere únicamente la utilización de los principios de conservación de energía y momento. La cantidad {\displaystyle h/m_{e}c} = 0.0243 Å, se denomina longitud de onda de Compton. Para los fotones dispersados a 90°, la longitud de onda de los rayos X dispersados es justamente 0.0243 Å mayor que la línea de emisión primaria.

## Deducción matemática
La deducción de la expresión para {\displaystyle \Delta \lambda } (llamada a veces corrimiento de Compton) puede hacerse considerando la naturaleza corpuscular de la radiación y las relaciones de la mecánica relativista. Consideremos un fotón de longitud de onda {\displaystyle \lambda } y momentum {\displaystyle h/\lambda } dirigiéndose hacia un electrón en reposo (masa en reposo del electrón {\displaystyle m_{e}}). La teoría de la relatividad especial impone la conservación del cuadrimomento {\displaystyle p^{\mu }=(E/c,{\vec {p}})}. Si {\displaystyle \lambda '} es la longitud de onda del fotón dispersado y {\displaystyle {\vec {p}}} es el momentum del electrón dispersado se obtiene:

{\displaystyle {\frac {h}{\lambda '}}\sin \theta =p\,\sin \phi }

{\displaystyle {\frac {h}{\lambda }}=p\,\cos \phi +{\frac {h}{\lambda '}}\,\cos \theta }

donde {\displaystyle \theta } y {\displaystyle \phi } son, respectivamente, los ángulos de dispersión del fotón y del electrón (medidos respecto de la dirección del fotón incidente).
La primera de las ecuaciones anteriores asegura la conservación de la componente del momento perpendicular a la dirección incidente, la segunda hace lo mismo para la dirección paralela. La conservación de la energía da:

{\displaystyle {\frac {hc}{\lambda }}+m_{e}\,c^{2}={\frac {hc}{\lambda '}}+{\sqrt {m_{e}^{2}\,c^{4}+c^{2}\,p^{2}}}}

Lo que sigue es un trabajo de álgebra elemental. De las ecuaciones de conservación del momentum es fácil eliminar {\displaystyle \phi } para obtener:

{\displaystyle p^{2}=h^{2}\left({\frac {1}{\lambda ^{2}}}+{\frac {1}{\lambda '^{2}}}-{\frac {2}{\lambda \,\lambda '}}\cos \theta \right)}

En la expresión para la conservación de la energía se hace:

{\displaystyle \left[hc\left({\frac {1}{\lambda }}-{\frac {1}{\lambda '}}\right)+m_{e}\,c^{2}\right]^{2}=m_{e}^{2}c^{4}+c^{2}p^{2}}

## Aplicaciones

### Dispersión Compton
La dispersión Compton es de primordial importancia para la radiobiología, ya que es la interacción más probable de los rayos gamma y los rayos X de alta energía con los átomos de los seres vivos y se aplica en radioterapia.

La dispersión Compton es un efecto importante en espectroscopia gama que da lugar al borde Compton, ya que es posible que los rayos gamma se dispersen fuera de los detectores utilizados. La supresión Compton se utiliza para detectar los rayos gamma dispersos para contrarrestar este efecto.

### Dispersión magnética Compton
La dispersión magnética Compton es una extensión de la técnica anteriormente mencionada que implica la magnetización de una muestra de cristal alcanzada por fotones de alta energía polarizados circularmente. Midiendo la energía de los fotones dispersados e invirtiendo la magnetización de la muestra, se generan dos perfiles Compton diferentes (uno para los momentos de espín hacia arriba y otro para los momentos de espín hacia abajo). Tomando la diferencia entre estos dos perfiles se obtiene el perfil magnético Compton (MCP), dado por {\displaystyle J_{\text{mag}}(\mathbf {p} _{z})} - una proyección unidimensional de la densidad de espín del electrón.
{\displaystyle J_{\text{mag}}(\mathbf {p} _{z})={\frac {1}{\mu }}\iint _{-\infty }^{\infty }(n_{\uparrow }(\mathbf {p} )-n_{\downarrow }(\mathbf {p} ))d\mathbf {p} _{x}d\mathbf {p} _{y}}
donde {\displaystyle \mu } es el número de electrones de espín no apareado en el sistema, {\displaystyle n_{\uparrow }(\mathbf {p} )} y {\displaystyle n_{\downarrow }(\mathbf {p} )} son las distribuciones tridimensionales del momento electrónico para los electrones de espín mayoritario y espín minoritario respectivamente.
Puesto que este proceso de dispersión es incoherente (no hay relación de fase entre los fotones dispersados), la MCP es representativa de las propiedades del grueso de la muestra y es una sonda del estado básico. Esto significa que la MCP es ideal para la comparación con técnicas teóricas como la teoría del funcional de la densidad.
El área bajo la MCP es directamente proporcional al momento de espín del sistema y, por tanto, cuando se combina con métodos de medida del momento total (como la magnetometría SQUID), puede utilizarse para aislar las contribuciones orbitales y de espín al momento total de un sistema.
La forma del MCP también permite comprender el origen del magnetismo en el sistema.

### Dispersión Compton inversa
La dispersión Compton inversa es importante en astrofísica. En astronomía de rayos X, se supone que el disco de acreción que rodea a un agujero negro produce un espectro térmico. Los electrones relativistas de la corona circundante dispersan los fotones de menor energía producidos por este espectro. Se supone que esto causa el componente de ley de potencia en los espectros de rayos X (0,2-10 keV) de los agujeros negros en acreción.
El efecto también se observa cuando los fotones de la fondo cósmico de microondas (CMB) se mueven a través del gas caliente que rodea un cúmulo de galaxias.  Los fotones del CMB son dispersados a energías más altas por los electrones de este gas, dando lugar al efecto Sunyaev-Zel'dovich. Las observaciones del efecto Sunyaev-Zel'dovich proporcionan un medio casi independiente del desplazamiento al rojo para detectar cúmulos de galaxias.
Algunas instalaciones de radiación sincrotrón dispersan la luz láser del haz de electrones almacenado.
Esta retrodispersión Compton produce fotones de alta energía en el rango de MeV a GeV utilizado posteriormente para experimentos de física nuclear.

### Dispersión Compton inversa no lineal
La dispersión Compton inversa no lineal (NICS) es la dispersión de múltiples fotones de baja energía, dada por un campo electromagnético intenso, en un fotón de alta energía (rayos X o rayos gamma) durante la interacción con una partícula cargada, como un electrón. También se denomina dispersión Compton no lineal y dispersión Compton multifotón. Es la versión no lineal de la dispersión Compton inversa en la que las condiciones para la absorción multifotónica por la partícula cargada se alcanzan debido a un campo electromagnético muy intenso, por ejemplo el producido por un láser.
La dispersión Compton inversa no lineal es un fenómeno interesante para todas las aplicaciones que requieren fotones de alta energía, ya que la NICS es capaz de producir fotones con energía comparable a la energía de reposo de las partículas cargadas y superiores. Como consecuencia, los fotones NICS pueden utilizarse para desencadenar otros fenómenos como la producción de pares, la dispersión Compton, reacción nuclears, y pueden utilizarse para sondear efectos cuánticos no lineales y QED no lineal.

## Animaciones y simulaciones
- Efecto Compton (en alemán)